# Beisfjorden (Tysfjord)
Beisfjorden, eller Pollen, er en poll i Tysfjord kommune i Nordland fylke i Norge. Den går  4,5 kilometer i vestlig retning fra Tysfjorden, fra indløbet mellem Beisfjordneset i nord og Stongneset i syd.
Lige vest for Stongneset går næsset Klubben omtrent 750 meter mod nord. Dette giver en afstand til nordbredden på ca. 600 meter før den udvider sig ind i Kalvikstorvika. Midt i pollen ligger den omkring 2,5 kilometer lange Botnøya og flere  holme og skær. Dybden vest for Botnøya er mellem én og ti meter.
Landskabet omkring Beisfjorden er hovedsageligt lave og skovklædte åser, på nær  i fjordbunden hvor stigningerne op mod Hatten starter, med Horn- og Mellatinden (484 og 579 moh.), Bjørnkjeften (682 moh.), Jamnfjellet (457 moh.) og længere mod nord Bogvetten (521 moh.).
De omkring hundrede fastboende langs kysten bor hovedsagelig i et bælte ved Europavej  E6 som går langs fjordbunden fra bebyggelsen Botn og nordover via Storjord, som er et lille center for befolkningen langs nordvestsiden af Tysfjorden. Gårdene på nordkysten knyttes til E6 ved en lokal vej til Østvika  og Fylkesvej 683 går langs sydsiden til bebyggelsen Kalvik.